# GNU Classpath
GNU Classpath – zestaw podstawowych bibliotek programistycznych służących programowaniu w języku Java.
GNU Classpath stanowi część oprogramowania tworzonego przez FSF w ramach projektu GNU. Jej celem jest stworzenie wolnej implementacji specyfikacji standardowej biblioteki klas dla tego języka w pełni kompatybilnej z sunowską własnościową implementacją.

## Historia rozwoju
Projekt działa od roku 1998.
Od wersji 0.11 biblioteka stała się w pełni zgodna na poziomie API z JDK 1.0, a prace nad wdrożeniem kolejnych standardów JDK są już daleko posunięte. Według bieżących testów japitools (18 stycznia 2007) implementacja JDK 1.1 jest już ukończona, zgodność z JDK 1.2, 1.3 i 1.4 przekracza 99%, standard JDK 1.5 jest gotowy w ponad 95%, a JDK 1.6 w około 89%.
Autorzy twierdzą, że wersja 1.0  będzie w pełni zgodna z wersją:
- 1.1 pełnej specyfikacji API (java.*, javax.*, etc..),
- 1.5 specyfikacji głównych pakietów (java.*).

Ze względu na zbędną duplikację wysiłków, GNU Classpath jest obecnie stopniowo integrowane z libgcj (GCJ).

## Wykorzystanie
GNU Classpath wykorzystywana jest przez niezależne implementacje wirtualnej maszyny Javy, takie jak Kaffe, SableVM czy JikesRVM.